# Mark N. Hutchinson
Mark Norman Hutchinson (* 31. August 1954) ist ein australischer Herpetologe und Paläontologe.

## Leben
Hutchinson studierte Herpetologie unter der Leitung von Peter Alan Rawlinson an der La Trobe University in Melbourne. 1977 erwarb er den Bachelor-Abschluss mit Auszeichnung und 1984 wurde er mit der Dissertation The generic relationships of the Australian lizards of the family Scincidae: A review and immunological assessment zum Ph.D. promoviert. Von 1983 bis 1984 hatte er ein Stipendium der Noyes Foundation in systematischer Biologie an der Academy of Natural Sciences in Philadelphia. Während seiner Postdoc-Phase kam er 1985 als Forschungsstipendiat an die University of Illinois at Urbana-Champaign. Von 1986 bis 1990 war er leitender Dozent an der School of Biological Sciences an der La Trobe University. 
Von 1990 bis zu seinem Ruhestand im Jahr 2019 war Hutchinson als Kurator und leitender Forscher der herpetologischen Abteilung des South Australian Museum (SAM) tätig. Seitdem forscht er dort weiterhin als ehrenamtlicher wissenschaftlicher Mitarbeiter. Ferner war er außerordentlicher Professor am College of Science and Engineering der Flinders University und assoziierter Senior Lecturer der School of Biological Sciences an der University of Adelaide. 

### Forschung
Hutchinsons Forschungsprojekte umfassen die Artenvielfalt und Evolution von Reptilien und Amphibien, die Erhaltung und Verbreitung von Reptilien in Südaustralien, insbesondere der stark gefährdete Zwergblauzungenskink (Tiliqua adelaidensis), der 1992 nach 33 Jahren wiederentdeckt wurde, die Taxonomie australischer Reptilien, die Anatomie und Funktion des Skeletts von Echsen und Schlangen sowie die fossile Geschichte australischer Echsen.
1991 nahm Hutchinson an einer biologischen Sammelexpedition zur indonesischen Vulkaninsel Krakatau teil. Er war an der Erstbeschreibung von über 36 neuen Taxa beteiligt, darunter 2007 bei der Taipanart Oxyuranus temporalis, eine der seltensten Giftschlangen Australiens. Daneben konnte er gemeinsam mit Fachkollegen den Status von zahlreichen anderen Arten überarbeiten und klären. Hutchinson widmet sich auch Fossilbeschreibungen. Darunter war Siderops, einer der letzten bekannten ausgestorbenen Labyrinthodontia aus der Jurazeit, Pygopus hortulanus, das erste bekannte Fossil der Flossenfüße (Pygopodidae), Australiens endemischer beinloser Eidechsenfamilie sowie Tiliqua frangens, ein riesiger eiszeitlicher Verwandter der Tannenzapfenechse (Tiliqua rugosa).
Hutchinsons Feldarbeit führte ihn von den tasmanischen Berggipfeln bis in die australischen Wüsten.
Hutchinson veröffentlichte die Bücher Snakes and Lizards of Tasmania (2001, mit Roy Swain und Michael Driessen) sowie Reptiles (Insider Series, 2009, deutsch: Insider Wissen – Reptilien, Übersetzung: Gary Hanna und Annegret Hunke-Wormser, 2009).

## Mitgliedschaften
Hutchinson ist Mitglied der Australian Society of Herpetologists, der Royal Society of South Australia, der American Society of Ichthyologists and Herpetologists sowie der Society for the Study of Amphibians and Reptiles.

## Dedikationsnamen
Nach Hutchinson wurde die Geckoart Cyrtodactylus hutchinsoni aus Papua-Neuguinea benannt.

## Erstbeschreibungen von Mark N. Hutchinson
- Aethesia frangens Hutchinson & Scanlon, 2009
- Bartleia Hutchinson, Donnellan, Baverstock, Krieg, Simms & Burgin, 1990 (Synonym von Techmarscincus jigurru Covacevich, 1984)
- Bassiana Hutchinson, Donnellan, Baverstock, Krieg, Simms & Burgin, 1990 (Synonym von Acritoscincus Wells & Wellington, 1985)
- Calorodius Oliver, Torkolla, Worthington-Wilmer, & Couper, 2022
- Carinascincus orocryptus (Hutchinson, Schwaner & Medlock, 1988)
- Cautula Hutchinson, Donnellan, Baverstock, Krieg, Simms & Burgin, 1990 (Synonym von Harrisoniascincus zia (Ingram & Ehmann, 1981))
- Ctenophorus ibiri Edwards & Hutchinson, 2023
- Ctenophorus kartiwarru Edwards & Hutchinson, 2023
- Ctenophorus tjakalpa Edwards & Hutchinson, 2023
- Ctenophorus tuniluki Edwards & Hutchinson, 2023
- Ctenotus kutjupa Hutchinson, Prates & Rabosky, 2022
- Ctenotus olympicus Hutchinson & Donnellan, 1999
- Ctenotus superciliaris Rabosky, Hutchinson, Donnellan, Talaba & Lovette, 2014
- Demansia cyanochasma Nankivell, Maryan, Bush & Hutchinson, 2023
- Diplodactylus calcicolus Hutchinson, Doughty & Oliver, 2009
- Diplodactylus wiru Hutchinson, Doughty & Oliver, 2009
- Gehyra moritzi Hutchinson, Sistrom, Donnellan & Hutchinson, 2014
- Gehyra pulingka Hutchinson, Sistrom, Donnellan, & Hutchinson, 2014
- Gehyra versicolor Hutchinson, Sistrom, Donnellan, & Hutchinson, 2014
- Lerista chordae Amey, Kutt, & Hutchinson, 2005
- Liopholis guthega (Donnellan, Hutchinson, Dempsey & Osborne, 2002)
- Liopholis montana (Donnellan, Hutchinson, Dempsey & Osborne, 2002)
- Lucasium bungabinna Doughty & Hutchinson, 2008
- Lucasium microplax Eastwood, Doughty, Hutchinson, & Pepper, 2020
- Niveoscincus Hutchinson, Donnellan, Baverstock, Krieg, Simms & Burgin, 1990 (Synonym von Carinascincus Wells & Wellington, 1985)
- Praeteropus Hutchinson, Couper, Amey & Wilmer, 2021
- Praeteropus auxilliger Hutchinson, Couper, Amey & Wilmer, 2021
- Praeteropus monachus Hutchinson, Couper, Amey & Wilmer, 2021
- Pseudemoia cryodroma Hutchinson & Donnellan, 1992
- Pseudemoia rawlinsoni (Hutchinson & Donnellan, 1988)
- Silvascincus Skinner, Hutchinson & Lee, 2013
- Suta gaikhorstorum Maryan, Brennan, Hutchinson & Geidans, 2020
- Tumbunascincus Skinner, Hutchinson & Lee, 2013
- Tympanocryptis argillosa Melville, Chaplin, Hipsley, Sarre, Sumner, & Hutchinson, 2019
- Tympanocryptis fictilis Melville, Chaplin, Hipsley, Sarre, Sumner, & Hutchinson, 2019
- Tympanocryptis mccartneyi Melville, Chaplin, Hutchinson, Sumner, Gruber, MacDonald, & Sarre, 2019
- Tympanocryptis osbornei Melville, Chaplin, Hutchinson, Sumner, Gruber, MacDonald, & Sarre, 2019
- Tympanocryptis petersi Melville, Chaplin, Hipsley, Sarre, Sumner, & Hutchinson, 2019
- Tympanocryptis rustica Melville, Chaplin, Hipsley, Sarre, Sumner, & Hutchinson, 2019
- Tympanocryptis tolleyi Melville, Chaplin, Hipsley, Sarre, Sumner, & Hutchinson, 2019